# Данденонг (горы)
Горы Данденонг (англ. Dandenong Ranges) — система невысоких гор, расположенных в 35 километрах к востоку от Мельбурна, Австралия. Самой высокой точкой горной системы является гора Данденонг, высотой 633 метра над уровнем моря. Горы Данденонг представляют собой в основном систему холмов, долин и каньонов, образованных в результате эрозии. Горы покрыты растительностью, характерной для умеренного климата с преобладанием горных эвкалиптовых деревьев и папоротниками, образующими нижний ярус растительности.
С момента образования первого европейского поселения в Мельбурне горы использовались в качестве основного источника древесины. Со второй половины XIX века горы становятся популярным местом отдыха и пеших прогулок жителей Мельбурна. Большая часть горной системы получила статус парка в 1882 году, а в 1987 году здесь был сформирован Национальный парк Данденонг-Рэнджес. В зимнее время в горах выпадает снег малой и средней интенсивности по нескольку раз за сезон.
В настоящее время территорию гор населяют десятки тысяч человек постоянного населения, кроме того, это место является популярным для туристов, посещающих Мельбурн и штат Виктория.
В этих горах расположена туристическая достопримечательность — железная дорога узкой колеи Puffing Billy Railway.